# General Cup
De General Cup was een professioneel non-ranking snookertoernooi in Hongkong. Het werd sporadisch gehouden van 2004 tot 2015.   De eerste editie werd gewonnen door Issara Kachaiwong.

## Winnaars
| Jaar                      | Winnaar                   | Verliezend finalist       | Score                     | Seizoen                   |
| General Cup (non-ranking) | General Cup (non-ranking) | General Cup (non-ranking) | General Cup (non-ranking) | General Cup (non-ranking) |
| ------------------------- | ------------------------- | ------------------------- | ------------------------- | ------------------------- |
| 2004                      | Issara Kachaiwong         | Dominic Dale              | 6-3                       | 2004/2005                 |
| 2009                      | Ricky Walden              | Liang Wenbo               | 6-2                       | 2009/2010                 |
| 2011                      | Stephen Lee               | Ricky Walden              | 7-6                       | 2011/2012                 |
| 2012                      | Neil Robertson            | Ricky Walden              | 7-6                       | 2012/2013                 |
| 2013                      | Mark Davis                | Neil Robertson            | 7-2                       | 2013/2014                 |
| 2014                      | Ali Carter                | Shaun Murphy              | 7-6                       | 2014/2015                 |
| 2015                      | Marco Fu                  | Mark Williams             | 7-3                       | 2015/2016                 |